# Liste der Monuments historiques in Languidic
Die Liste der Monuments historiques in Languidic führt die Monuments historiques in der französischen Gemeinde Languidic auf.

## Liste der Bauwerke
| Bezeichnung                   | Beschreibung | Standort                               | Kennzeichnung | Schutzstatus | Datum | Bild |
| ----------------------------- | ------------ | -------------------------------------- | ------------- | ------------ | ----- | ---- |
| Alignements du Grand Resto    |              | Lann-Vras Kersolan (Lage)              | PA00091343    | Classé       | 1967  |      |
| Kapelle Notre-Dame-des-Fleurs |              | Place de la Chapelle-des-Fleurs (Lage) | PA00091344    | Classé       | 1922  |      |
| Haus                          |              | 11, place du Général-de-Gaulle (Lage)  | PA00091345    | Inscrit      | 1927  |      |